# Brigitte du Ménez-Hom
Vous lisez un « bon article » labellisé en 2021.
La Brigitte du Ménez-Hom, également appelée Déesse du Ménez-Hom, est le surnom donné par les archéologues à une statue en bronze découverte en 1913, à Dinéault, une commune finistérienne de l'Ouest de la France. Datant probablement de la seconde moitié du Ier siècle après Jésus-Christ, elle est considérée comme la plus ancienne représentation d'une femme en Bretagne. Trouvée par hasard lors d'un labour par Jean Labat, un jeune cultivateur, la sculpture, dont les éléments sont faits dans un alliage ternaire essentiellement composé de cuivre, mesure environ 70 cm.
Gardée dans un premier temps par Labat, la statue est ensuite échangée contre quelques consultations familiales auprès du Dr Antoine Vourc'h. À la mort de ce dernier, sa fille, qui en a hérité, souhaite la donner à un prêtre allemand qui entend la vendre pour venir en aide à des orphelins au Chili. Finalement, avec l'aide d'un comité de soutien, le départ de la statue vers l'Amérique du Sud est empêché et l'objet est acquis par le musée de Bretagne à Rennes en 1972.
L'archéologue, historien et maître de conférences brestois René Sanquer, qui a étudié la statue, pense qu'il s'agit d'une Minerve différente de son modèle gréco-romain, l'identifiant plutôt à la déesse Brigit que l'on retrouve dans les textes irlandais du haut Moyen Âge et à Brigantia en Bretagne romaine. Mais, pour le professeur d'histoire ancienne Gérard Moitrieux, il s'agirait d'une composition semblable aux figures de Minerve qui sont très fréquentes en Gaule.
Plusieurs reproductions en bronze de la tête de l'original ont été réalisées par un sculpteur de Saint-Malo, à la demande du maire rennais Edmond Hervé, pour les offrir en présents de haute valeur aux hôtes de marque de la ville.

## Histoire
La statue est découverte en mai 1913 par Jean Labat, un cultivateur habitant dans le hameau de Kerguilly à Dinéault, âgé de 17 ans. C'est lors d'un labour profond à la lande  Gorré-ar-C'hoad (en français : le  haut  du  bois) qui n'aurait jamais été cultivée que Labat passe sa charrue sur un objet métallique. Ce dernier s'avère être une tête de bronze portant un casque surmonté d'une représentation d'oiseau, d'une hauteur de 23 centimètres, et en très bon état de conservation. La tête est éraflée au niveau de la pointe du nez et sous l'œil gauche, probablement par le soc de la charrue. Il la ramène à la ferme de ses parents où elle finit par être rangée dans un tiroir. Quinze ans plus tard, en 1928, Jean Labat décide de rechercher le reste de la statue. Il découvre le corps féminin en bronze dans une  cavité cylindrique, large de 50 cm et profonde d'un mètre, creusée  dans  la glaise et recouverte par une galette d'argile. À cette époque, la statue est en très mauvais état. En effet, la tôle de bronze martelé qui constitue le corps est très attaquée par la corrosion. Cependant, les autres pièces en bronze fondu et recouvertes d'une patine vert foncé sont intactes. Personne ne se rend compte alors l'importance de cette découverte. Labat la garde avant de l'utiliser en monnaie d'échange contre quelques consultations familiales auprès du médecin de Plomodiern, le Dr Antoine Vourc'h, vers 1935. L'objet est de nouveau enfoui lors de la Seconde Guerre mondiale afin d'échapper aux Allemands et est exhumé vers 1945. Mais le fait d'avoir été enterré dégrade le corps en tôle de bronze qui ne peut être conservé.
À la mort du Dr Vourc'h, sa fille, Mme Robain, hérite de la grande statuette. Elle en fait don au prêtre André Schloesser,, de nationalité allemande, qui veut financer un institut de promotion sociale pour des orphelins au Chili, en voulant la vendre aux enchères afin d'en tirer le meilleur prix. En 1971, alors qu'elle est sur le point d'être acheminée vers l'Amérique du Sud, l'archéologue, historien et maître de conférences brestois René Sanquer apprend son existence et estime qu'il s'agit d'un trésor inestimable datant probablement de la seconde moitié du Ier siècle après Jésus-Christ,. La statue est alors considérée comme la plus ancienne représentation d'une femme en Bretagne. Avec un comité de soutien, Sanquer parvient à empêcher le départ de l'objet. Celui-ci est acquis par le musée de Bretagne de Rennes en 1972, avec l'aide de la municipalité et le soutien d'Henri Fréville. Dans un article d'Armor Magazine paru en décembre 1972, un journaliste se demande s'il n'est « pas scandaleux que le hasard d'une rencontre pieuse suivie de manœuvres assez sordides ait pu […] faire courir le risque de perdre ce qui doit appartenir à tous les Bretons », souhaitant l'adoption de textes législatifs qui protègeraient les vestiges archéologiques.
Par la suite, la statue est surnommée « Brigitte du Ménez-Hom » par les archéologues,.

## Lieu de la découverte
La sculpture a été découverte dans une lande nommée Gorré-ar-C'hoad, située au hameau de Kerguilly en Dinéault. Cette commune est localisée sur le versant nord-est du Ménez Hom et s'étend jusqu'à son sommet. Le Ménez Hom est une montagne culminant à 329 m, à environ 6 km de la mer. Alors que Menez signifie « montagne » en breton, l'étymologie de Hom est incertaine, même si certains y voient un lien avec Saint Côme. On n'y trouve aucune trace d'occupation romaine mais trois souterrains-refuges y indiquent une activité de l’époque gauloise. Pourtant, au pied du Ménez Hom, vers le sud-ouest, le pays du Porzay, dont Dinéault ne fait pas partie, a été le siège durant l'Antiquité d'une importante industrie du garum et des salaisons, avec de nombreux vestiges romains dont trois temples celto-romains.
À partir de 1971, deux professeurs de l'université de Bretagne-Occidentale, René Sanquer et Donatien Laurent, cherchent à situer précisément le lieu de découverte de la statue. Une personne leur indique finalement l'adresse de Jean Labat et, sur les indications de ce dernier, des fouilles commencent en 1973 dans l'espoir de trouver de nouveaux éléments tels que les yeux manquants de la statue. En 1973, dans la revue Gallia, Sanquer explique qu'« une photographie aérienne du site, prise en 1948, montre les restes d'une enceinte quadrangulaire. C'est au pied du rempart, vers l'intérieur, que la cachette avait été creusée »,, bien que le champ où la statue fut découverte n'offre dorénavant plus aucun indice particulier.

## Description

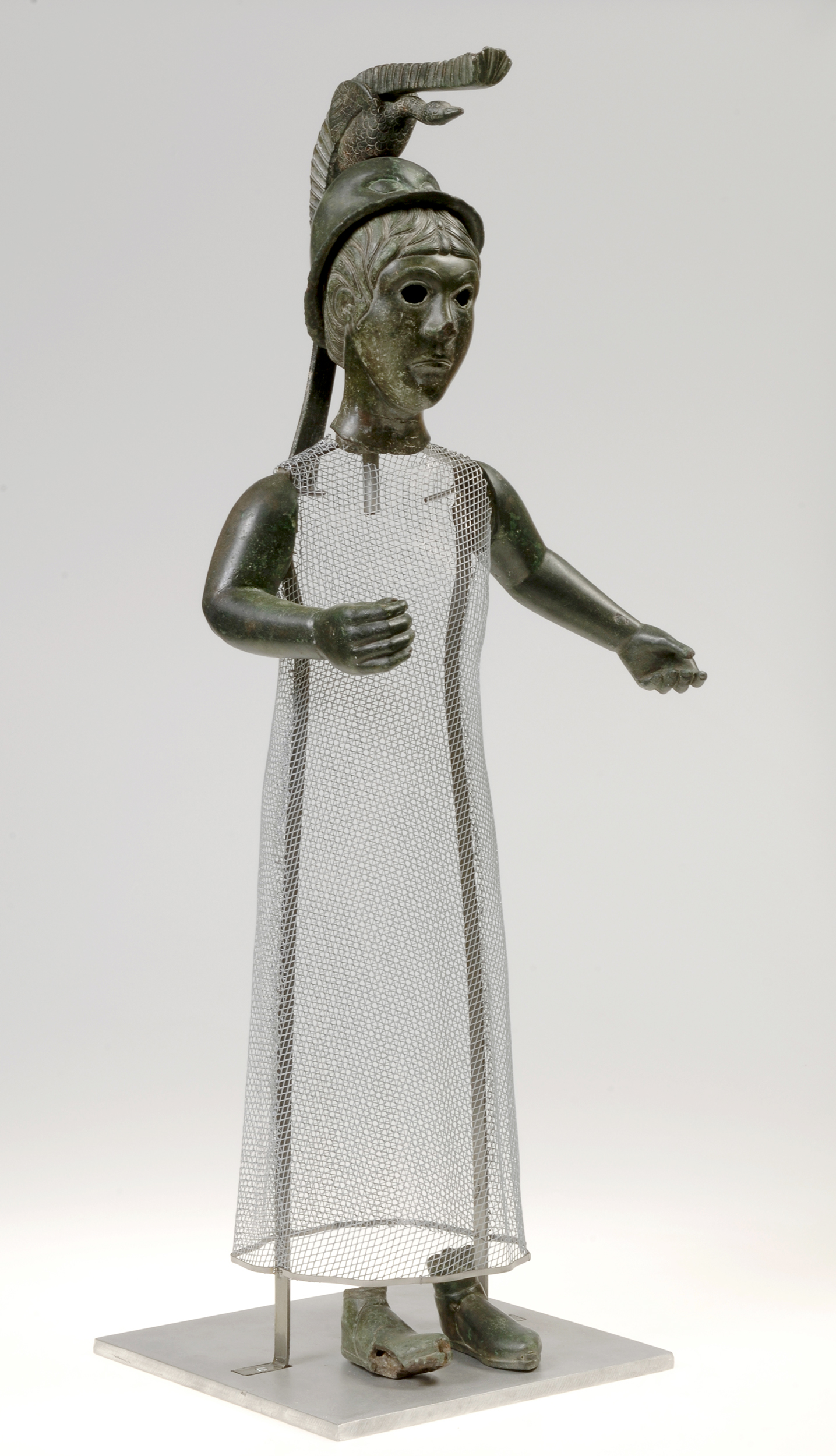
Réplique de la statue. Le torse et les jambes n'existent plus, ils ont été remplacés par une structure qui soutient les parties hautes du corps. Un filet imite la robe.

La statue mesure environ 70 cm. D'après René Sanquer, la tête fine, qui est sur un cou gracieusement évasé et naturel, est celle d'une adolescente d'une quinzaine d'années, même si certains avis déclarent qu'il s'agit d'un jeune guerrier ou du « Chevalier au Cygne ». La bouche tombe légèrement aux commissures, semblant donner selon Sanquer « une expression de mélancolie » au visage. Celui-ci est de forme ovale, avec un menton rond et charnu, des pommettes peu marquées et des joues pleines et lisses. Le front est bas et fuyant. Le nez, qui a été abîmé par la charrue de Jean Labat, est régulier et en forme de pyramide à trois faces. Les yeux, qui étaient vraisemblablement faits en pâte de verre, sont manquants : l'archéologue suppose qu'ils sont restés au fond de la cachette ou qu'ils ont été projetés au moment de la découverte de la statue. Les oreilles ne présentent pas la même exactitude anatomique que le nez, le menton ou encore la bouche, se réduisant « à une double lignée spiralée enserrant une perle », avec des lobes inférieurs et supérieurs de même dimension. La coiffure a été réalisée avec grand soin par l'artiste, avec des mèches bien isolées les unes des autres sur lesquelles ont été ajoutées au burin l'indication des cheveux dans un style linéaire.
Les membres sont disproportionnés par rapport à la tête. Ainsi, les membres supérieurs et les pieds sont trop petits tandis que le bras droit est plus fort que le gauche. Le bras droit, d'une longueur de 12,4 cm, est fléchi à angle droit et la main semble refermée sur un objet cylindrique. Le bras gauche, à demi tendu vers le bas, mesure quant à lui 15,8 cm et la main entrouverte tenait probablement une patère dont il ne reste pas de trace. Les doigts des mains, fins et longs avec des ongles, sont reproduits avec exactitude. Les pieds, longs de 7,5 cm pour le droit et 7,3 cm pour le gauche, portent une chaussure à semelle épaisse et plate. Alors que le pied gauche est posé à plat, supportant le poids de la statue, le pied droit est en demi-flexion, indiquant un léger déhanchement du corps.
Le casque se compose d'une bombe, d'un cimier (sur lequel était probablement fixée à la cire une crête de plumes) et d'un porte-cimier. Un visage est tracé sur la bombe de type en cloche aux rebords évasés, évoquant la chouette d'Athéna. Un oiseau, qui pourrait être une oie ou un cygne, sert de porte-cimier. L'artiste l'a représenté s'apprêtant à s'envoler, « le cou tendu mais encore souple, les ailes redressées et serrées, non encore déployées ». Selon des ornithologues qui ont observé la statue, il s'agirait d'un cygne sauvage, le cou de l'oie étant plus court. Le cimier est de type bifide et long, se terminant à l'une des extrémités par trois petites boules dont l'une est manquante. Les différents éléments composant le casque étaient vraisemblablement maintenus par une goupille verticale.
Lors de sa découverte, la statuette avait « des épaulettes et, sur la poitrine, une sorte de collier de la Légion d'honneur » selon le témoignage de Jean Labat. Elle était également revêtue d'une longue robe à plis, sans ceinture,.

Autres images de la Brigitte du Ménez-Hom
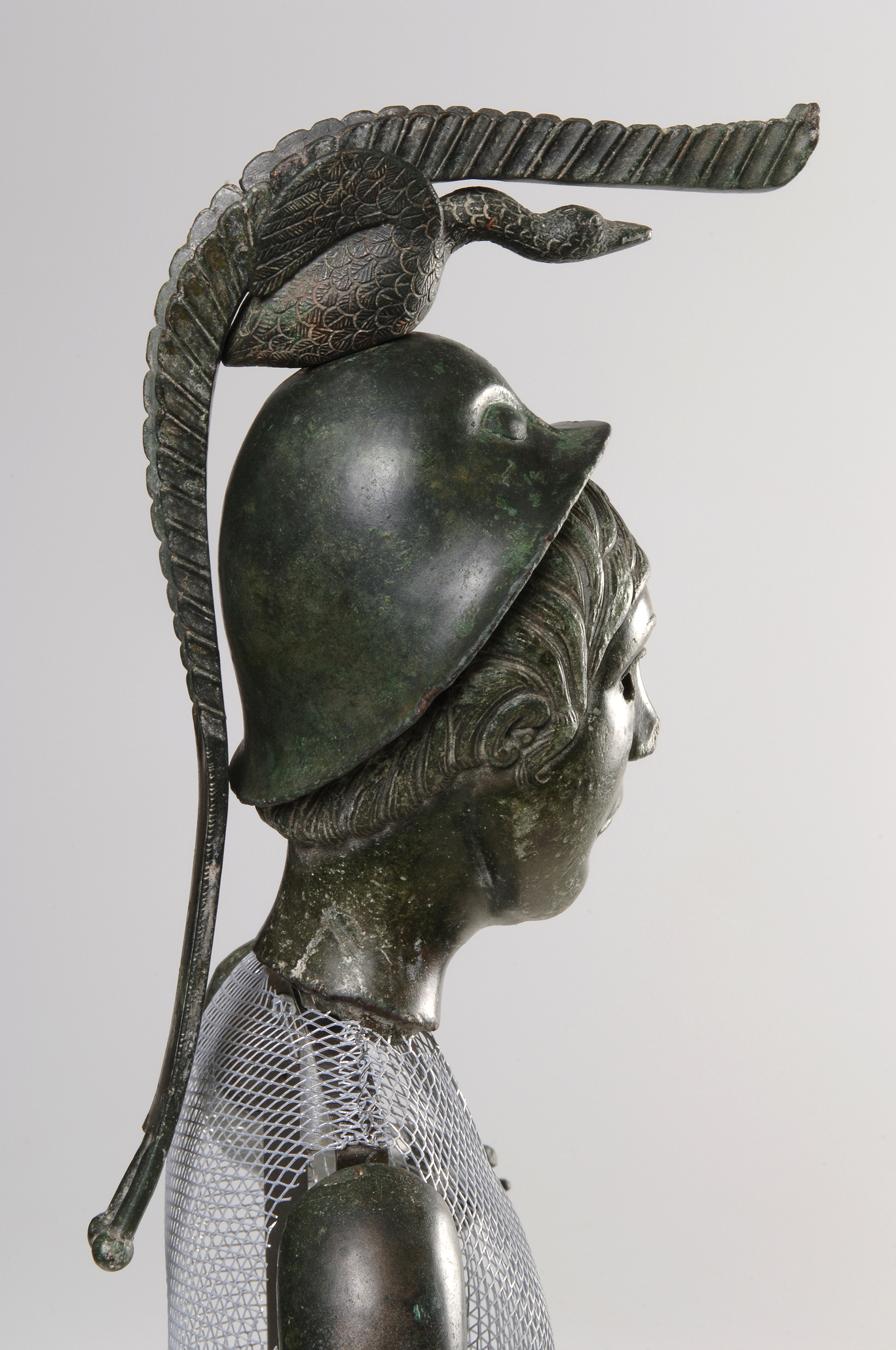
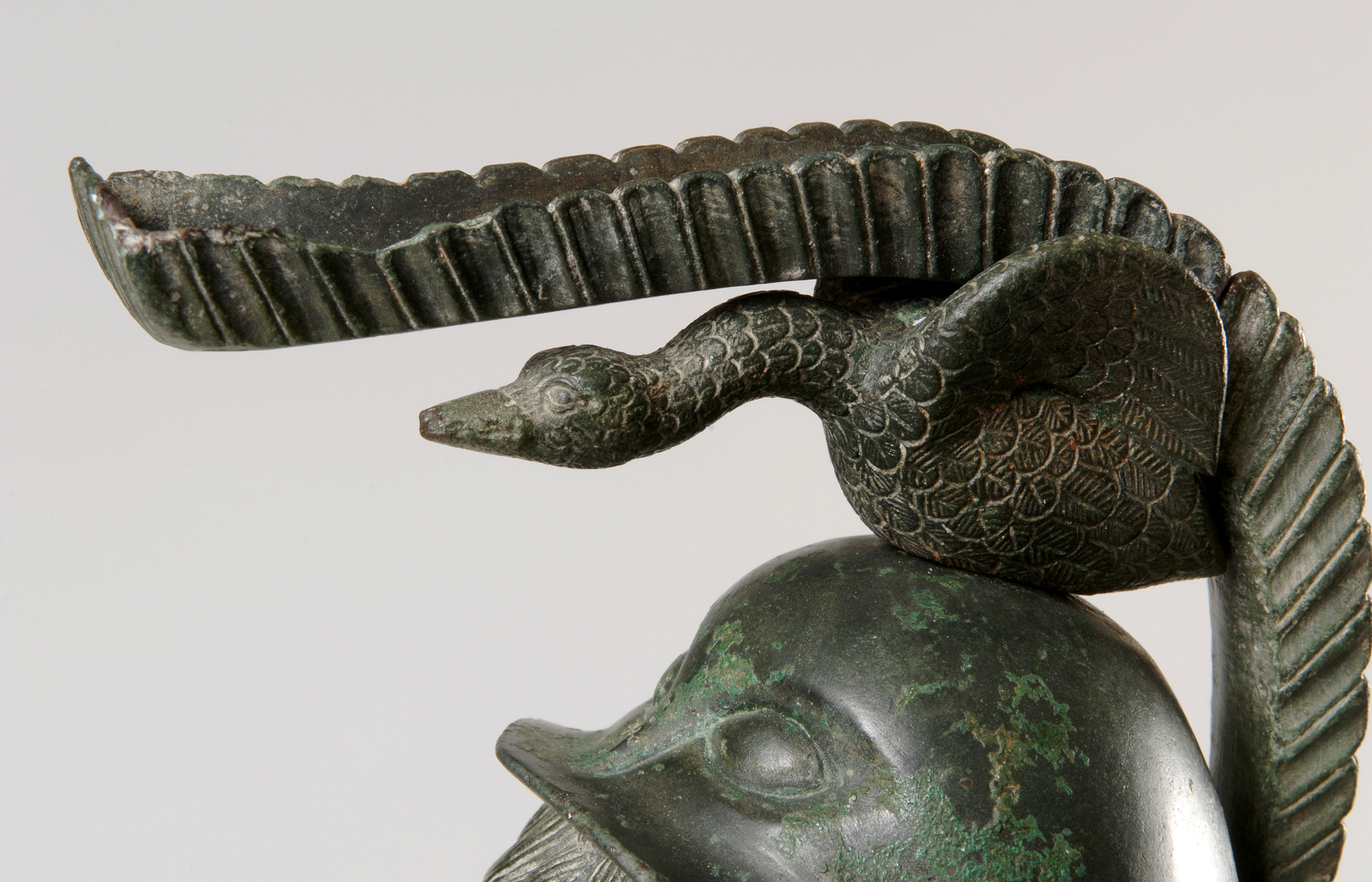
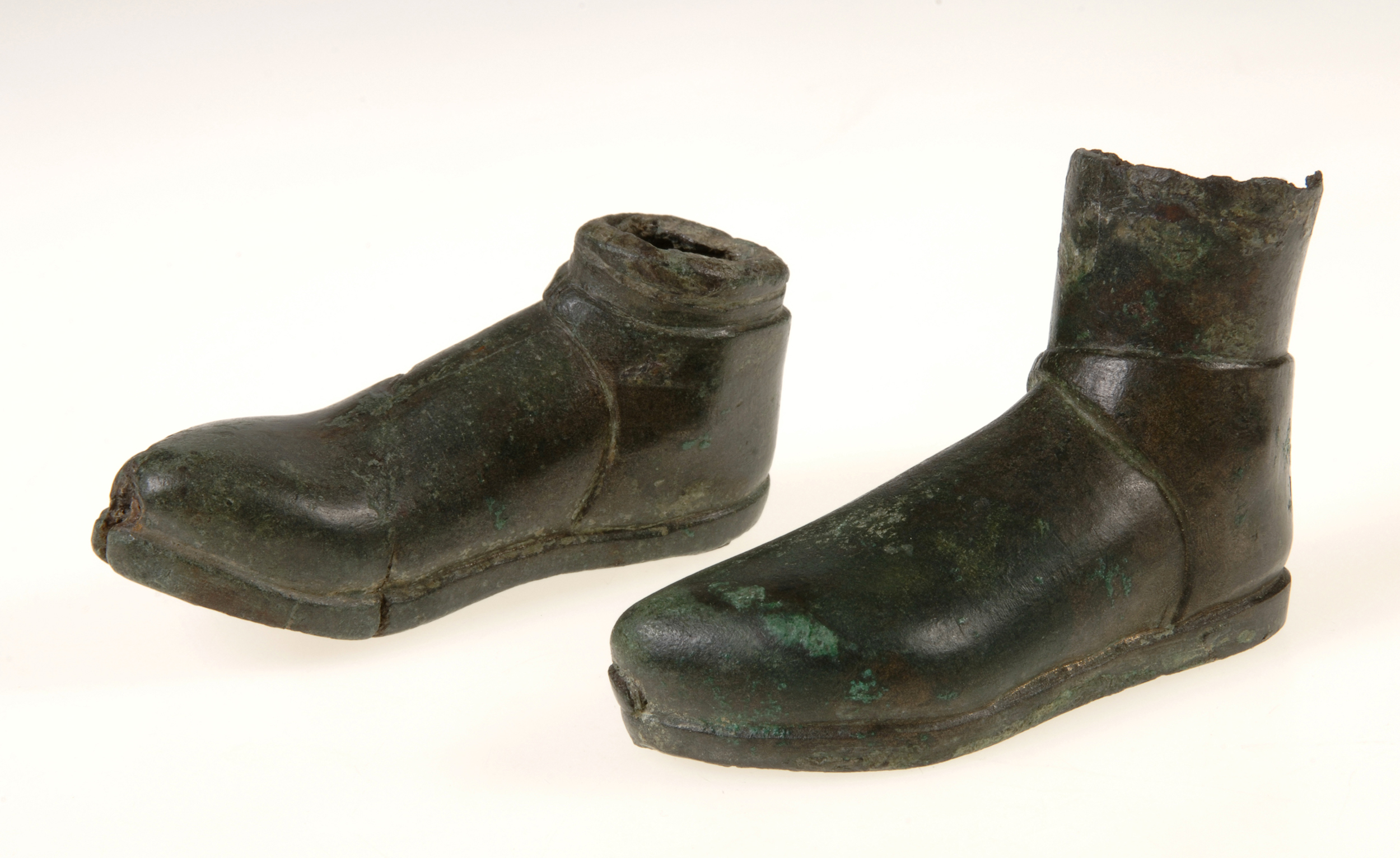
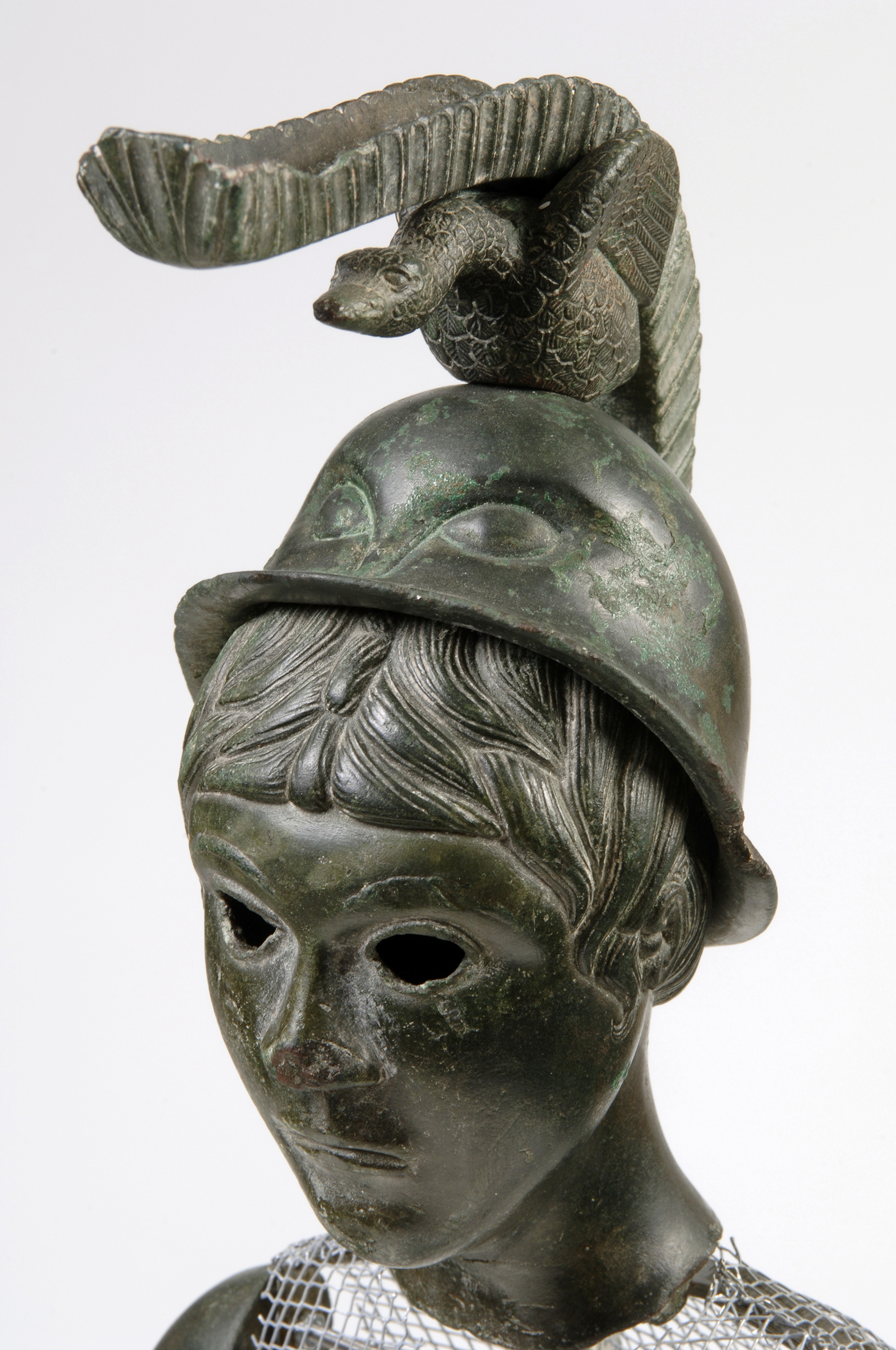

## Technique de fabrication
L'artisan a utilisé la technique de la fonte creuse pour fabriquer la statue ; des fragments de noyaux ont ainsi été préservés à l'intérieur des bras et de l'oiseau. Il n'y a aucune trace de soudure au niveau des articulations, même si une tôle de bronze au niveau de la tête a néanmoins probablement servi à réparer un défaut d'exécution lors du démoulage. Des feuillures d'attente sont utilisées pour permettre d'emboîter les bras dans les épaules ainsi qu'à la base du cou. L'artiste a utilisé du sable de fonderie riche en fer. La tête, le casque, les bras et les chaussures sont faits dans un alliage ternaire, avec environ 75 % de cuivre, 13 % d'étain et 8 % de plomb.

## Interprétations
Pour René Sanquer, la statue du Ménez-Hom pourrait être rattachée à la production gauloise du point de vue technique, car il existe des similitudes avec d'autres œuvres d'art de l'ancienne Gaule, telles que l'utilisation de la fonte creuse et de tôles de cuivre, ou l'absence de boîte crânienne recouverte d'un couvre-chef. La coiffure de la sculpture de Dinéault, qui n'aurait été portée par aucune impératrice romaine, et ses pieds découverts avec la robe s'arrêtant au-dessus des chevilles seraient d'influence celtique. Quant au casque, il serait plutôt de courant méditerranéen, avec le tracé du visage du casque corinthien sur sa bombe, évoquant la chouette d'Athéna.
Sanquer estime aussi que l'assimilation entre dieux gaulois et romains n'a eu effet qu'au IIIe siècle, et voit dans la statue une Minerve différente de son modèle gréco-romain. Il l'identifie plutôt à la déesse Brigit, que l'on retrouve dans les textes irlandais du haut Moyen Âge, et à Brigantia en Bretagne romaine. Ce nom signifierait « haute » ou « puissante ». Ainsi, il s'agirait d'une divinité gauloise cachée sous un aspect méditerranéen, d'autant plus que Sanquer rappelle que le Ménez Hom était une montagne « sacrée » avec l'existence d'une chapelle dédiée à la Vierge. Il en est de même pour Jean Markale, pour qui cette œuvre en bronze ressemble effectivement à une Minerve en raison de son casque en forme de chouette mais le cimier en forme de cygne renvoie plutôt à la mythologie celtique avec les « femmes-cygnes », des êtres divins ou féeriques présents dans les légendes irlandaises. Et, même si elle semble être de facture gallo-romaine, elle évoquerait surtout la Brigit irlandaise, fille du dieu Dagda.
Néanmoins, en 1998, le maître de conférences en histoire ancienne à l'UBO de Brest, Jean-Yves Éveillard, souligne le fait qu'il est difficile d'affirmer que la statue a été fabriquée sur place et qu'elle soit considérée comme une « sculpture armoricaine », compte tenu de la faiblesse des connaissances sur les techniques de bronze. Par ailleurs, dans un article paru en 2014, Gérard Moitrieux, professeur d'histoire ancienne, estime que la statue est « une composition semblable aux figures de Minerve qui sont très fréquentes en Gaule, puisqu'on y trouve environ 400 témoignages en pierre », ce qui flatterait moins l'« orgueil régional » mais serait plus conforme à la réalité.

## Réception

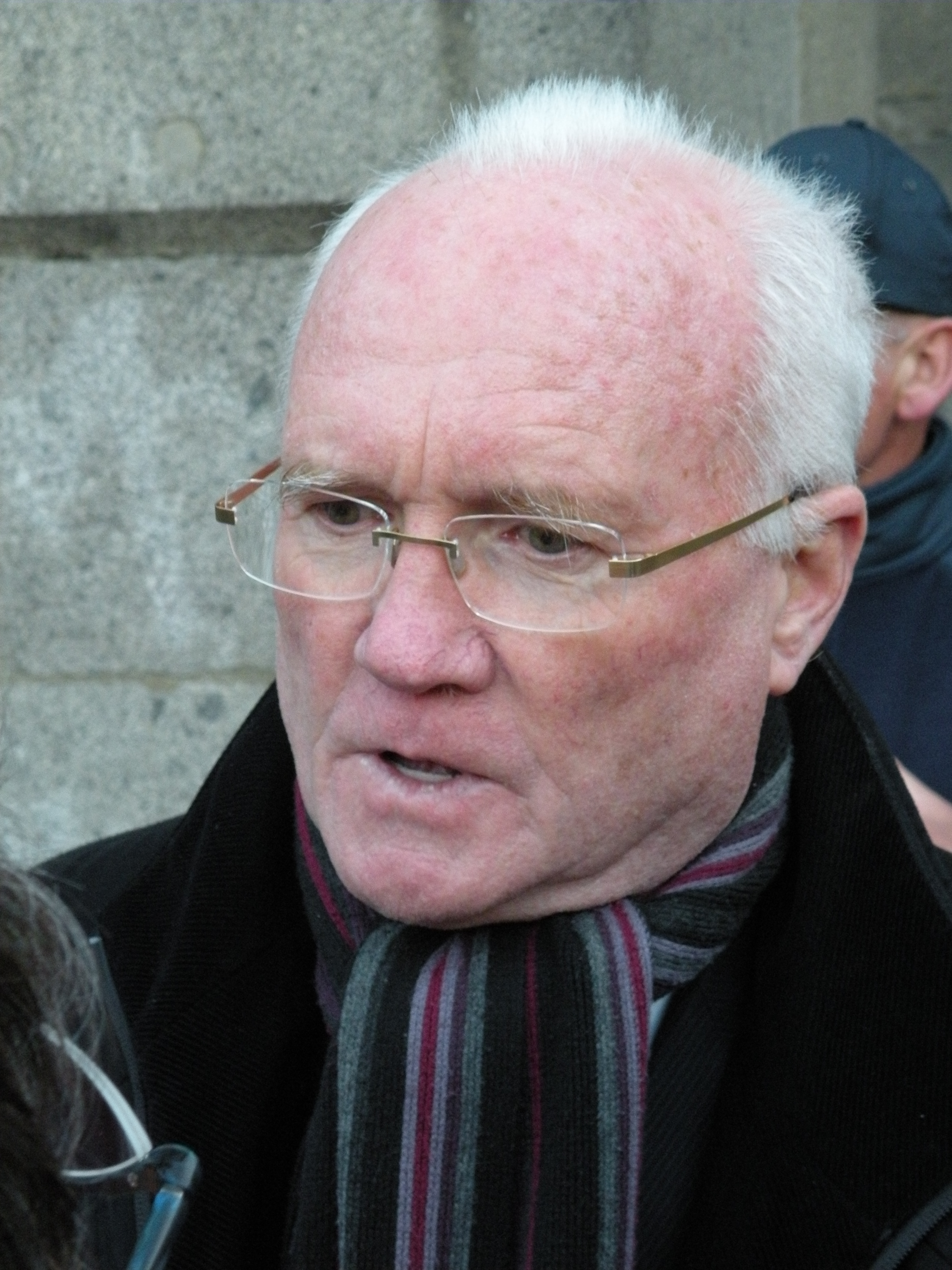
Edmond Hervé, à l'initiative des reproductions en bronze de la tête de la statue.

Dès 1977, après avoir vu la statue et être tombé sous son charme, Edmond Hervé, alors maire de Rennes, demande à Jean-Marie Paté, sculpteur à Saint-Malo, de réaliser des reproductions en bronze de la tête de l'original pour les offrir en présents de haute valeur aux hôtes de marque de la ville. Ces copies ont ainsi été remises à des premiers ministres, à Pierre Mauroy, premier ministre de la France de 1981 à 1984, ou encore à Alpha Oumar Konaré, ancien président du Mali. On peut aussi en trouver des exemplaires à Jinan en Chine, à Sendai au Japon, à Rochester aux États-Unis, en Allemagne et dans le musée François-Mitterrand de Jarnac.
Par ailleurs, l'association « Déesse Brigitte » voit le jour en 2004 à Dinéault, pour la fête en l'honneur de la statue de la déesse Brigitte. Elle mène différentes actions telles qu'une réflexion sur Brigitte, la réalisation d'une étude du patrimoine historique de la commune, ou encore l'organisation de randonnées contées et de promenades de découverte… Une délégation de cette association est reçue le 26 janvier 2007, au musée de Bretagne, par Edmond Hervé. Ce dernier, le même jour, remet à Jean-Yves Labat, le petit-fils de Jean Labat, une copie de la statue lors d'une réception à l'hôtel de ville de Rennes, en présence, entre autres, de Michel Cadiou, maire de Dinéault et d'Éric Morin, conservateur du musée de Bretagne. Une autre réplique est remise en février 2008 à la mairie de Dinéault.